# Pohanské kameny
Pohanské kameny jsou návrším v Libereckém kraji na severu České republiky vzdálené asi 1 kilometr severozápadně od Višňové ve Frýdlantském výběžku. Nachází se zde skupina mohutných balvanů z rumburské žuly, jejichž konstelace připomíná dolmen. Mají totiž podobu balvanů, přes něž je položen další, který zastřešuje i průlez mezi nimi. Na nejvyšším z těchto kamenů jsou velké mísovité prohlubně, jež byly do 19. století považovány za lidský výtvor. Nelze sice vyloučit, že se kameny využívaly ke kultovním účelům a zmíněné prohlubně sloužily za kultovní misky, prohlubně jsou však přírodním výtvorem. Německý badatel Karl Benjamin Preusker vyslovil myšlenku, že se zde konaly starogermánské slavnosti slunovratu. Podle pověsti se kolem kamenů dříve projížděla démonická bytost, kterou vezl ohnivý kočár.
Na lokalitě se měly najít také archeologické nálezy z doby kamenné (střepy a kamenný sekeromlat), avšak tyto vykopávky se ztratily. Roku 1895 prohlásil berlínský přírodovědec dr. Rudolf Virchow kameny za přirozený skalní útvar, což připomíná již téměř nečitelná deska vsazená do skály na severní straně vedle železného schodiště.